# Electric Sun
Electric Sun sono stati un gruppo musicale hard rock tedesco, fondato da Ulrich Roth dopo l'allontanamento dagli Scorpions nel 1978. Gli Electric Sun pubblicarono 3 album in sei anni di carriera.

## Discografia
- 1979 - Earthquake (Brain/Metronome Gmbh)
- 1981 - Fire Wind (Brain/Metronome Gmbh)
- 1985 - Beyond the Astral Skies (EMI)

## Formazione
- Ulrich Roth - voce, chitarra
- Sidhatta Gautama - batteria
- Ule Ritgen - basso